# Rodinia

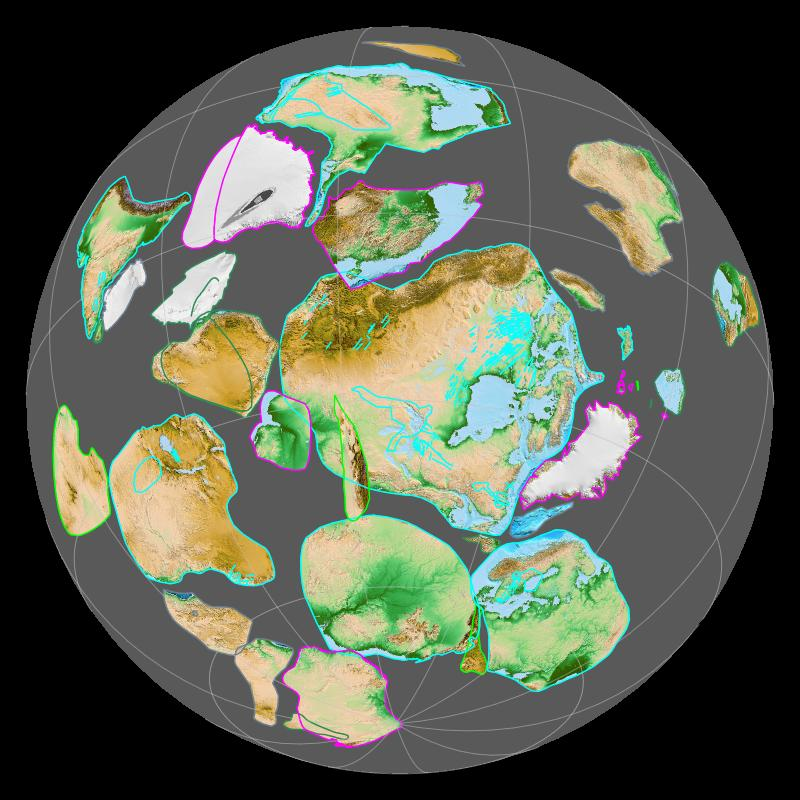
Rodinia cu 900 milioane de ani în urmă. Reconstrucție "consensuală" de Li et al., 2008.

În geologie Rodinia desemnează un supercontinent (o grupare a mai multor suprafețe continentale) din istoria Pământului, primul a cărui existență a putut fi pusă în evidență. Se presupune că s-a format acum aproximativ 1 miliard de ani, pentru ca acum 750 milioane de ani să se dividă în 3 părți, între care s-au format oceane. Acestea s-au reunit mai târziu, în cadrul mișcării de orogeneză Pan-Africane, care a durat circa 60 milioane de ani, și au format supercontinentul Pannotia.
Cu circa 550 de milioane de ani în urmă, Pannotia s-a rupt din nou în mai multe fragmente mai mici, între care cele mai importante au fost Laurentia (din care avea să se formeze America de Nord), Baltica (din care avea să se formeze Europa de Nord), și Siberia. Cel mai mare din fragmente a fost denumit Gondwana și a reprezentat sursa pentru a se forma China, India, Africa, America de Sud și Antarctica. Datorită dimensiunii, acesta este considerat un supercontinent, dar de fapt este numai un fragment din supercontinentele anterioare.
Într-o perioadă de peste 200 de milioane de ani, multe din fragmentele mai mici s-au concentrat spre a forma un nou continent de mari dimensiuni, denumit Laurasia. Laurasia și Gondwana s-au reunit cu circa 200 de milioane de ani în urmă, pentru a forma supercontinentul Pangeea (după alte surse Pangaea). 
În prezent fenomenul de rupere a supercontinentului Pangeea continuă, contribuind la mărirea Oceanului Atlantic.